# Saligny-le-Vif
Saligny-le-Vif är en kommun i departementet Cher i regionen Centre-Val de Loire i de centrala delarna av Frankrike. Kommunen ligger  i kantonen Baugy som tillhör arrondissementet Bourges. År 2018 hade Saligny-le-Vif 188 invånare.

## Befolkningsutveckling
Antalet invånare i kommunen Saligny-le-Vif
Referens:INSEE